# Saint-Victor-sur-Arlanc
Saint-Victor-sur-Arlanc ist eine französische Gemeinde mit 91 Einwohnern (Stand 1. Januar 2022) im Département Haute-Loire in der Region Auvergne-Rhône-Alpes (vor 2016 Auvergne). Sie gehört zum Arrondissement Le Puy-en-Velay sowie zum Kanton Plateau du Haut-Velay granitique. 

## Geographie
Saint-Victor-sur-Arlanc liegt etwa 29 Kilometer nordnordwestlich von Le Puy-en-Velay in der Naturlandschaft Emblavès (auch Emblavez geschrieben).

### Nachbargemeinden
Die Nachbargemeinden von Saint-Victor-sur-Arlanc sind Dore-l’Église im Norden, Saint-Jean-d’Aubrigoux im Osten und Nordosten, Craponne-sur-Arzon im Osten, Jullianges im Süden, Bonneval im Südwesten sowie Malvières im Westen.

## Bevölkerungsentwicklung
| Jahr                       | 1962 | 1968 | 1975 | 1982 | 1990 | 1999 | 2006 | 2011 | 2017 |
| Einwohner                  | 211  | 185  | 144  | 128  | 111  | 107  | 105  | 100  | 89   |
| Quellen: Cassini und INSEE |      |      |      |      |      |      |      |      |      |

## Sehenswürdigkeiten
- Kirche Saint-Victor aus dem 11./12. Jahrhundert, Monument historique seit 1910

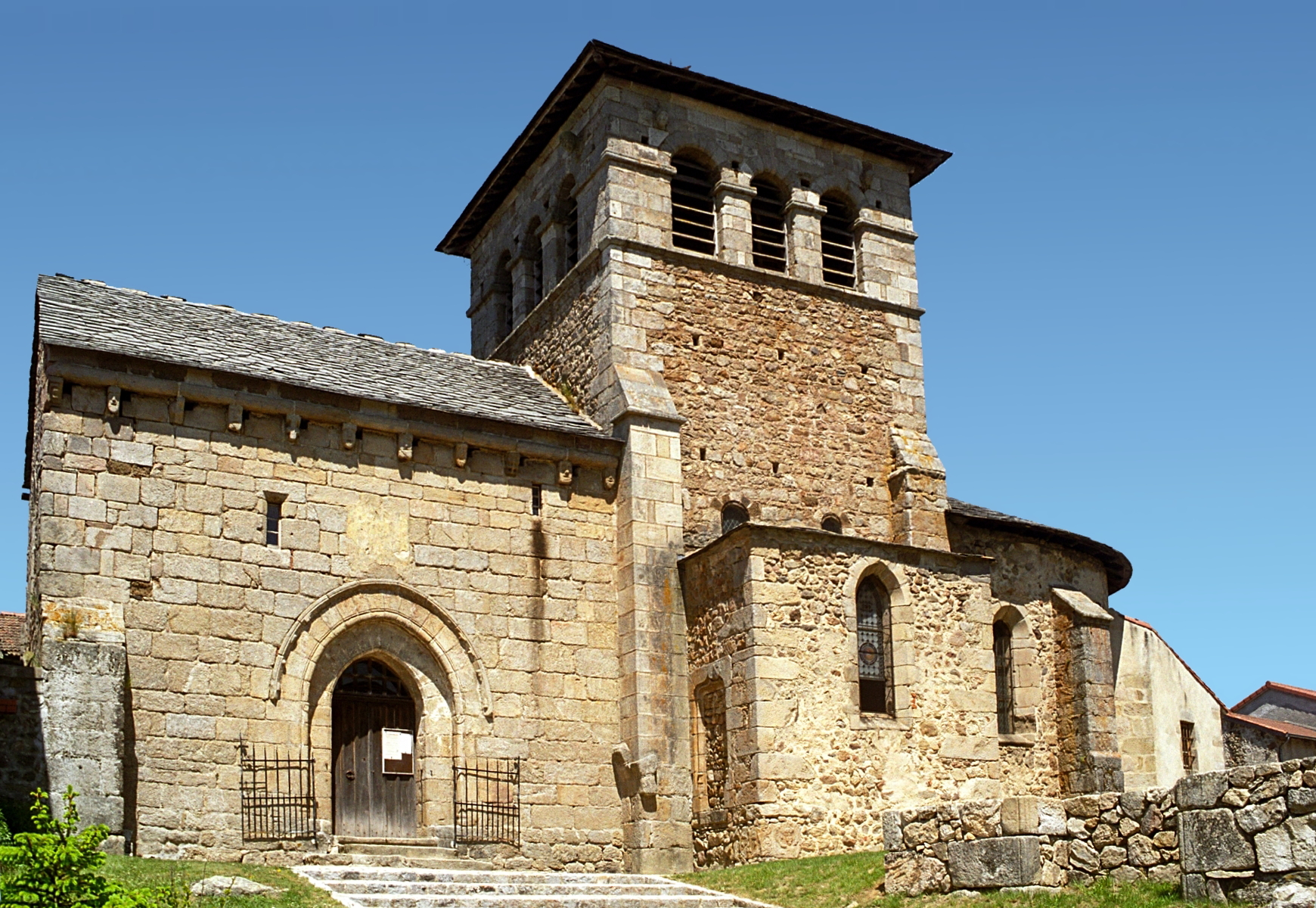
Kirche Saint-Victor